# Recreation Ground (Aldershot)
Il Recreation Ground è lo stadio di calcio della città di Aldershot (Inghilterra) dal 1927, quando venne fondato l'Aldershot Town F.C.
Lo stadio ha ospitato la Football League tra il 1932 e il 1992, quando l'Aldershot Town F.C. partecipava a tale campionato. Ha attualmente una capacità di 7.100 spettatori, anche se il record di presenze nello stadio è di 19.138, registrati quando l'Aldershot ha giocato con il Carlisle United il 28 gennaio 1970 in un incontro di FA Cup.
Lo stadio è affettuosamente conosciuto come The Rec, anche se per ragioni di sponsor il suo nome ufficiale è oggi Stadio EBB.